# Хенри Персел
Хенри Персел (енгл. Henry Purcell; Лондон, 10. септембар 1659 — Лондон, 21. новембар 1695) је био енглески музичар и композитор из епохе барока. Сматра се највећим енглеским композитором до Хендла, који је натурализован у Енглеској. У свом делу је користио елементе француске и италијанске музике, али их је укомпоновао у посебан енглески стил музике.
Писао је духовне и световне химне, оде, композиције за клавсен и спинет, музику за оперу и позориште. Познат је по опери „Дидона и Енеја“ из 1689. и полуопери „Краљ Артур“ из 1691.